# Goosefeld
Goosefeld település Németországban, Schleswig-Holstein tartományban. Lakosainak száma 712 fő (2023. december 31.).

## Népesség
A település népességének változása:
| Lakosok száma | 555  | 731  | 734  | 723  | 711  | 712  |
|               | 1975 | 2017 | 2019 | 2021 | 2022 | 2023 |